# Bohuslav I. von Hrabischitz
Bohuslav I. von Hrabischitz (tschechisch Bohuslav I. z Hrabčic) (* um 1180; † 1241) war ein böhmischer Adliger aus dem Geschlecht der Hrabischitzer.
Bohuslav war vermutlich der jüngere Sohn des Fürsten Slauko der Große. Einen Hinweis daraus ergibt sich aus Urkunden, in denen er jedes Mal an zweiter Stelle, hinter seinem Bruder Grabissa V. aufgeführt wird. Sein Name wird urkundlich seit 1202 festgehalten. 1205 wird er und stellvertretenden Kämmerer ernannt. Seit 1207 trug er mit seinem Vater zum weiteren Anwachsen des Reichtums des Klosters in Ossegg bei. 1211 wird er wiederum als subcamerius bezeichnet, zwischendurch verlor er jedoch diesen Titel, denn ab 1218 wird er nur noch als Sohn des Kämmerers Slauko geführt. Ab 1219 erscheint er weiterhin als Zeuge in Urkunden, immer öfter ohne seinen alt gewordenen Vater, der inzwischen für die damalige Zeit ein hohes Alter von Mitte 50 erreichte.
1224 steigt er durch seine Ernennung zum Kämmerer zu den führenden Adligen Böhmens auf, hier jedoch noch weiter im Schatten seines Vaters, der diesen Titel ebenfalls führt. Nach dem Tod seines Vaters zog er sich vermutlich aus Staatsgeschäften zurück und widmete sich der Verwaltung des Familienvermögens. So bezeugt er in der Urkunde von 1231 den Verkauf des Dorfes Vranov an das Konvent in Kladrau durch den Ossegger Abt Dietrich (Dětrich).
1232 kehrt er auf den königlichen Hof zurück und übernimmt unter dem neuen König Wenzel I. das Amt des königlichen Kämmerers (summus camerarius). Im Februar 1238 besuchte König Wenzel das Kloster Ossegg. Die hier vorgenommene Donation an das Zisterzienser-Klosters in Marienthal wird von Bohuslav mit seiner Unterschrift bezeugt.
Inzwischen wächst auch das Vermögen der Hrabischitzer weiter an und der Familie gehörten große Ländereien in Nordwest- und Westböhmen. Zu seinen großen Verdiensten zählen die zahlreichen Schenkungen an die Kirche. Bohuslav war eng mit dem Kloster Velehrad verbunden, dem er für die Rettung seiner Seele und der Seele seiner Ahnen 12 Hufen des Dorfes Velká nad Veličkou schenkte. Er wurde auch hier und nicht im heimatlichen Ossegg bestattet. Sein Name ist auch mit dem Bau oder Ausbau weiterer Kirchen verbunden. So die Kirche des Hl. Jakob in Schlackenwerth. Ein weiteres Bauwerk war die Kirche der Hl. Jilja in Hochpetsch bei Brüx. Während der Herrschaft Bohuslavs entstand vermutlich auch die Kirche des Hl. Laurentius auf dem Gebiet des heutigen Kostenblatt. Schließlich war er vermutlich auch am Bau der romanischen Kirche des Hl. Georg in Dux maßgeblich beteiligt, von der allerdings nur wenige archäologische Überreste zu sehen sind. Diese Kirche war vermutlich eines der Feudalsitze der Familie.
Nach Bohuslav übernahm sein ältester Sohn Boresch II. von Riesenburg die Geschicke des Geschlechtes.